# (300170) 2006 VB151
(300170) 2006 VB151 es un asteroide perteneciente al cinturón exterior de asteroides descubierto el 9 de noviembre de 2006 por el equipo del Near Earth Asteroid Tracking desde el Observatorio del Monte Palomar, Estados Unidos.

## Designación y nombre
Designado provisionalmente como 2006 VB151.

## Características orbitales
2006 VB151 está situado a una distancia media del Sol de 3,230 ua, pudiendo alejarse hasta 3,523 ua y acercarse hasta 2,938 ua. Su excentricidad es 0,090 y la inclinación orbital 10,91 grados. Emplea 2121,24 días en completar una órbita alrededor del Sol.

## Características físicas
La magnitud absoluta de 2006 VB151 es 15,2. 